# Scopula rossica
Scopula rossica là một loài bướm đêm trong họ Geometridae.